# FA Cup 1996-97
La FA Cup 1996-97 (conocida como The FA Cup sponsored by Littlewoods, por razones de patrocinio) fue la 116ª edición del más antiguo torneo de fútbol reconocido en el mundo.
Comenzó en agosto de 1996 con los clubes de los niveles debajo de la Football League, y desde octubre con clubes de la Premier League y Football League.
El Chelsea se consagró campeón al derrotar por 2-0 al Middlesbrough en la final jugada en el estadio de Wembley.

## Calendario
| Ronda                        | Fechas                   | Clubes entrantes | Clubes    |
| ---------------------------- | ------------------------ | ---------------- | --------- |
| Ronda preliminar             | 31 de agosto de 1996     | 340              | 574 → 404 |
| Primera ronda clasificatoria | 14 de septiembre de 1996 | 118              | 404 → 260 |
| Segunda ronda clasificatoria | 28 de septiembre de 1996 | ninguno          | 260 → 188 |
| Tercera ronda clasificatoria | 12 de octubre de 1996    | ninguno          | 188 → 152 |
| Cuarta ronda clasificatoria  | 26 de octubre de 1996    | 20               | 152 → 124 |
| Primera ronda                | 16 de noviembre de 1996  | 52               | 124 → 84  |
| Segunda ronda                | 7 de diciembre de 1996   | ninguno          | 84 → 64   |
| Tercera ronda                | 4 de enero de 1997       | 44               | 64 → 32   |
| Cuarta ronda                 | 25 de enero de 1997      | ninguno          | 32 → 16   |
| Quinta ronda                 | 15 de febrero de 1997    | ninguno          | 16 → 8    |
| Cuartos de final             | 8 de marzo de 1997       | ninguno          | 8 → 4     |
| Semifinales                  | 13 de abril de 1997      | ninguno          | 4 → 2     |
| Final                        | 17 de mayo de 1997       | ninguno          | 2 → 1     |

## Primera ronda
| No                                       | Local                  | Resultado | Visita                 | Fecha                   |
| ---------------------------------------- | ---------------------- | --------- | ---------------------- | ----------------------- |
| 1                                        | Ashford Town           | 2–2       | Dagenham & Redbridge   | 16 de noviembre de 1996 |
| Replay                                   | Dagenham & Redbridge   | 1–1       | Ashford Town           | 25 de noviembre de 1996 |
| Ashford Town ganó por 4-3 en los penales |                        |           |                        |                         |
| 2                                        | Blackpool              | 1–0       | Wigan Athletic         | 16 de noviembre de 1996 |
| 3                                        | Chester City           | 3–0       | Stalybridge Celtic     | 16 de noviembre de 1996 |
| 4                                        | Chesterfield           | 1–0       | Bury                   | 16 de noviembre de 1996 |
| 5                                        | Burnley                | 2–1       | Lincoln City           | 16 de noviembre de 1996 |
| 6                                        | Preston North End      | 4–1       | Altrincham             | 16 de noviembre de 1996 |
| 7                                        | Wisbech Town           | 1–2       | St Albans City         | 16 de noviembre de 1996 |
| 8                                        | Woking                 | 2–2       | Millwall               | 15 de noviembre de 1996 |
| Replay                                   | Millwall               | 0–1       | Woking                 | 26 de noviembre de 1996 |
| 9                                        | Gillingham             | 1–0       | Hereford United        | 16 de noviembre de 1996 |
| 10                                       | Boreham Wood           | 1–1       | Rushden & Diamonds     | 16 de noviembre de 1996 |
| Replay                                   | Rushden & Diamonds     | 2–3       | Boreham Wood           | 26 de noviembre de 1996 |
| 11                                       | Northwich Victoria     | 2–2       | Walsall                | 16 de noviembre de 1996 |
| Replay                                   | Walsall                | 3–1       | Northwich Victoria     | 26 de noviembre de 1996 |
| 12                                       | Macclesfield Town      | 0–2       | Rochdale               | 16 de noviembre de 1996 |
| 13                                       | Crewe Alexandra        | 4–1       | Kidderminster Harriers | 16 de noviembre de 1996 |
| 14                                       | Shrewsbury Town        | 1–1       | Scarborough            | 16 de noviembre de 1996 |
| Replay                                   | Scarborough            | 1–0       | Shrewsbury Town        | 26 de noviembre de 1996 |
| 15                                       | Wrexham                | 1–1       | Colwyn Bay             | 16 de noviembre de 1996 |
| Replay                                   | Wrexham                | 2–0       | Colwyn Bay             | 26 de noviembre de 1996 |
| 16                                       | Hednesford Town        | 2–1       | Southport              | 16 de noviembre de 1996 |
| 17                                       | Stockport County       | 2–1       | Doncaster Rovers       | 16 de noviembre de 1996 |
| 18                                       | Brentford              | 2–0       | Bournemouth            | 16 de noviembre de 1996 |
| 19                                       | Bristol Rovers         | 1–2       | Exeter City            | 16 de noviembre de 1996 |
| 20                                       | Northampton Town       | 0–1       | Watford                | 17 de noviembre de 1996 |
| 21                                       | Bromley                | 1–3       | Enfield                | 16 de noviembre de 1996 |
| 22                                       | Plymouth Argyle        | 5–0       | Fulham                 | 16 de noviembre de 1996 |
| 23                                       | Carlisle United        | 6–0       | Shepshed Dynamo        | 16 de noviembre de 1996 |
| 24                                       | Scunthorpe United      | 4–1       | Rotherham United       | 16 de noviembre de 1996 |
| 25                                       | Mansfield Town         | 4–0       | Consett                | 16 de noviembre de 1996 |
| 26                                       | Cardiff City           | 2–0       | Hendon                 | 16 de noviembre de 1996 |
| 27                                       | Runcorn                | 1–4       | Darlington             | 16 de noviembre de 1996 |
| 28                                       | Torquay United         | 0–1       | Luton Town             | 16 de noviembre de 1996 |
| 29                                       | Boston United          | 3–0       | Morecambe              | 16 de noviembre de 1996 |
| 30                                       | Peterborough United    | 0–0       | Cheltenham Town        | 16 de noviembre de 1996 |
| Replay                                   | Cheltenham Town        | 1–3       | Peterborough United    | 27 de noviembre de 1996 |
| 31                                       | Colchester United      | 1–2       | Wycombe Wanderers      | 16 de noviembre de 1996 |
| 32                                       | Leyton Orient          | 2–1       | Merthyr Tydfil         | 16 de noviembre de 1996 |
| 33                                       | Sudbury Town           | 0–0       | Brighton & Hove Albion | 16 de noviembre de 1996 |
| Replay                                   | Brighton & Hove Albion | 1–1       | Sudbury Town           | 26 de noviembre de 1996 |
| Sudbury Town ganó por 4-3 en los penales |                        |           |                        |                         |
| 34                                       | Whitby Town            | 0–0       | Hull City              | 17 de noviembre de 1996 |
| Replay                                   | Hull City              | 8–4       | Whitby Town            | 26 de noviembre de 1996 |
| 35                                       | Cambridge United       | 3–0       | Welling United         | 16 de noviembre de 1996 |
| 36                                       | Swansea City           | 1–1       | Bristol City           | 16 de noviembre de 1996 |
| Replay                                   | Bristol City           | 1–0       | Swansea City           | 26 de noviembre de 1996 |
| 37                                       | Farnborough Town       | 2–2       | Barnet                 | 16 de noviembre de 1996 |
| Replay                                   | Barnet                 | 1–0       | Farnborough Town       | 26 de noviembre de 1996 |
| 38                                       | Hartlepool United      | 0–0       | York City              | 16 de noviembre de 1996 |
| Replay                                   | York City              | 3–0       | Hartlepool United      | 26 de noviembre de 1996 |
| 39                                       | Stevenage Borough      | 2–2       | Hayes                  | 16 de noviembre de 1996 |
| Replay                                   | Hayes                  | 0–2       | Stevenage Borough      | 26 de noviembre de 1996 |
| 40                                       | Newcastle Town         | 0–2       | Notts County           | 17 de noviembre de 1996 |

## Segunda ronda
| No                                  | Local               | Resultado | Visita              | Fecha                   |
| ----------------------------------- | ------------------- | --------- | ------------------- | ----------------------- |
| 1                                   | Enfield             | 1–1       | Peterborough United | 7 de diciembre de 1996  |
| Replay                              | Peterborough United | 4–1       | Enfield             | 17 de diciembre de 1996 |
| 2                                   | Blackpool           | 0–1       | Hednesford Town     | 7 de diciembre de 1996  |
| 3                                   | Chester City        | 1–0       | Boston United       | 7 de diciembre de 1996  |
| 4                                   | Chesterfield        | 2–0       | Scarborough         | 7 de diciembre de 1996  |
| 5                                   | Barnet              | 3–3       | Wycombe Wanderers   | 7 de diciembre de 1996  |
| Replay                              | Wycombe Wanderers   | 3–2       | Barnet              | 17 de diciembre de 1996 |
| 6                                   | Bristol City        | 9–2       | St Albans City      | 7 de diciembre de 1996  |
| 7                                   | Preston North End   | 2–3       | York City           | 7 de diciembre de 1996  |
| 8                                   | Watford             | 5–0       | Ashford Town        | 7 de diciembre de 1996  |
| 9                                   | Walsall             | 1–1       | Burnley             | 7 de diciembre de 1996  |
| Replay                              | Burnley             | 1–1       | Walsall             | 23 de diciembre de 1996 |
| Burnley ganó por 4-2 en los penales |                     |           |                     |                         |
| 10                                  | Notts County        | 3–1       | Rochdale            | 7 de diciembre de 1996  |
| 11                                  | Luton Town          | 2–1       | Boreham Wood        | 7 de diciembre de 1996  |
| 12                                  | Wrexham             | 2–2       | Scunthorpe United   | 7 de diciembre de 1996  |
| Replay                              | Scunthorpe United   | 2–3       | Wrexham             | 17 de diciembre de 1996 |
| 13                                  | Plymouth Argyle     | 4–1       | Exeter City         | 6 de diciembre de 1996  |
| 14                                  | Hull City           | 1–5       | Crewe Alexandra     | 7 de diciembre de 1996  |
| 15                                  | Carlisle United     | 1–0       | Darlington          | 7 de diciembre de 1996  |
| 16                                  | Mansfield Town      | 0–3       | Stockport County    | 7 de diciembre de 1996  |
| 17                                  | Cardiff City        | 0–2       | Gillingham          | 7 de diciembre de 1996  |
| 18                                  | Leyton Orient       | 1–2       | Stevenage Borough   | 7 de diciembre de 1996  |
| 19                                  | Sudbury Town        | 1–3       | Brentford           | 7 de diciembre de 1996  |
| 20                                  | Cambridge United    | 0–2       | Woking              | 7 de diciembre de 1996  |

## Tercera ronda
| No     | Local                   | Resultado | Visita               | Fecha               |
| ------ | ----------------------- | --------- | -------------------- | ------------------- |
| 1      | Chesterfield            | 2–0       | Bristol City         | 14 de enero de 1997 |
| 2      | Liverpool               | 1–0       | Burnley              |                     |
| 3      | Watford                 | 2–0       | Oxford United        | 21 de enero de 1997 |
| 4      | Reading                 | 3–1       | Southampton          | 4 de enero de 1997  |
| 5      | Gillingham              | 0–2       | Derby County         | 21 de enero de 1997 |
| 6      | Leicester City          | 2–0       | Southend United      | 15 de enero de 1997 |
| 7      | Notts County            | 0–0       | Aston Villa          | 14 de enero de 1997 |
| Replay | Aston Villa             | 3–0       | Notts County         | 22 de enero de 1997 |
| 8      | Nottingham Forest       | 3–0       | Ipswich Town         | 4 de enero de 1997  |
| 9      | Blackburn Rovers        | 1–0       | Port Vale            | 4 de enero de 1997  |
| 10     | Sheffield Wednesday     | 7–1       | Grimsby Town         | 4 de enero de 1997  |
| 11     | Wolverhampton Wanderers | 1–2       | Portsmouth           | 4 de enero de 1997  |
| 12     | Crewe Alexandra         | 1–1       | Wimbledon            | 14 de enero de 1997 |
| Replay | Wimbledon               | 2–0       | Crewe Alexandra      | 21 de enero de 1997 |
| 13     | Middlesbrough           | 6–0       | Chester City         | 4 de enero de 1997  |
| 14     | Luton Town              | 1–1       | Bolton Wanderers     | 21 de enero de 1997 |
| Replay | Bolton Wanderers        | 6–2       | Luton Town           | 25 de enero de 1997 |
| 15     | Everton                 | 3–0       | Swindon Town         | 5 de enero de 1997  |
| 16     | Wrexham                 | 1–1       | West Ham United      | 4 de enero de 1997  |
| Replay | West Ham United         | 0–1       | Wrexham              | 25 de enero de 1997 |
| 17     | Hednesford Town         | 1–0       | York City            | 13 de enero de 1997 |
| 18     | Wycombe Wanderers       | 0–2       | Bradford City        | 5 de enero de 1997  |
| 19     | Queens Park Rangers     | 1–1       | Huddersfield Town    | 4 de enero de 1997  |
| Replay | Huddersfield Town       | 1–2       | Queens Park Rangers  | 14 de enero de 1997 |
| 20     | Barnsley                | 2–0       | Oldham Athletic      | 14 de enero de 1997 |
| 21     | Brentford               | 0–1       | Manchester City      | 25 de enero de 1997 |
| 22     | Coventry City           | 1–1       | Woking               | 25 de enero de 1997 |
| Replay | Woking                  | 1–2       | Coventry City        | 4 de enero de 1997  |
| 23     | Manchester United       | 2–0       | Tottenham Hotspur    | 5 de enero de 1997  |
| 24     | Norwich City            | 1–0       | Sheffield United     | 4 de enero de 1997  |
| 25     | Plymouth Argyle         | 0–1       | Peterborough United  | 4 de enero de 1997  |
| 26     | Carlisle United         | 1–0       | Tranmere Rovers      | 14 de enero de 1997 |
| 27     | Crystal Palace          | 2–2       | Leeds United         | 14 de enero de 1997 |
| Replay | Leeds United            | 1–0       | Crystal Palace       | 25 de enero de 1997 |
| 28     | Chelsea                 | 3–0       | West Bromwich Albion | 4 de enero de 1997  |
| 29     | Charlton Athletic       | 1–1       | Newcastle United     | 5 de enero de 1997  |
| Replay | Newcastle United        | 2–1       | Charlton Athletic    | 15 de enero de 1997 |
| 30     | Arsenal                 | 1–1       | Sunderland           | 4 de enero de 1997  |
| Replay | Sunderland              | 0–2       | Arsenal              | 15 de enero de 1997 |
| 31     | Stoke City              | 0–2       | Stockport County     | 15 de enero de 1997 |
| 32     | Birmingham City         | 2–0       | Stevenage Borough    | 4 de enero de 1997  |

## Cuarta ronda
| No     | Local               | Resultado | Visita              | Fecha                 |
| ------ | ------------------- | --------- | ------------------- | --------------------- |
| 1      | Leicester City      | 2–1       | Norwich City        | 25 de enero de 1997   |
| 2      | Blackburn Rovers    | 1–2       | Coventry City       | 15 de febrero de 1997 |
| 3      | Bolton Wanderers    | 2–3       | Chesterfield        | 4 de febrero de 1997  |
| 4      | Hednesford Town     | 2–3       | Middlesbrough       | 25 de enero de 1997   |
| 5      | Derby County        | 3–1       | Aston Villa         | 25 de enero de 1997   |
| 6      | Everton             | 2–3       | Bradford City       | 25 de enero de 1997   |
| 7      | Newcastle United    | 1–2       | Nottingham Forest   | 26 de enero de 1997   |
| 8      | Manchester City     | 3–1       | Watford             | 5 de febrero de 1997  |
| 9      | Queens Park Rangers | 3–2       | Barnsley            | 25 de enero de 1997   |
| 10     | Portsmouth          | 3–0       | Reading             | 25 de enero de 1997   |
| 11     | Manchester United   | 1–1       | Wimbledon           | 25 de enero de 1997   |
| Replay | Wimbledon           | 1–0       | Manchester United   | 4 de febrero de 1997  |
| 12     | Carlisle United     | 0–2       | Sheffield Wednesday | 25 de enero de 1997   |
| 13     | Chelsea             | 4–2       | Liverpool           | 26 de enero de 1997   |
| 14     | Arsenal             | 0–1       | Leeds United        | 4 de febrero de 1997  |
| 15     | Peterborough United | 2–4       | Wrexham             | 4 de febrero de 1997  |
| 16     | Birmingham City     | 3–1       | Stockport County    | 25 de enero de 1997   |

## Quinta ronda
| 15 de febrero de 1997 | Chesterfield     | 1:0     | Nottingham Forest | Saltergate, Chesterfield       |                                |
|                       | - Tom Curtis 54' | Reporte |                   | Asistencia: 8.890 espectadores | Asistencia: 8.890 espectadores |

| 16 de febrero de 1997 | Leicester City           | 2:2     | Chelsea                      | Filbert Street, Leicester       |                                 |
|                       | - Walsh 52' - Newton 88' | Reporte | - 16' Di Matteo - 35' Hughes | Asistencia: 19.125 espectadores | Asistencia: 19.125 espectadores |

| 26 de febrero de 1997 | Derby County                                  | 3:2     | Coventry City              | Baseball Ground, Derby          |                                 |
|                       | - Ward 17' - van der Laan 41' - Sturridge 88' | Reporte | - 5' Whelan - 13' Huckerby | Asistencia: 18.003 espectadores | Asistencia: 18.003 espectadores |

| 15 de febrero de 1997 | Manchester City | 0:1     | Middlesbrough         | Maine Road, Manchester          |                                 |
|                       |                 | Reporte | - 7' Juninho Paulista | Asistencia: 30.462 espectadores | Asistencia: 30.462 espectadores |

| 16 de febrero de 1997 | Bradford City | 0:1     | Sheffield Wednesday | Valley Parade, Bradford         |                                 |
|                       |               | Reporte | - 84' Humphreys     | Asistencia: 17.830 espectadores | Asistencia: 17.830 espectadores |

| 15 de febrero de 1997 | Wimbledon               | 2:1     | Queens Park Rangers | Selhurst Park, Londres          |                                 |
|                       | - Earle 44' - Gayle 55' | Reporte | - 41' Hateley       | Asistencia: 22.395 espectadores | Asistencia: 22.395 espectadores |

| 15 de febrero de 1997 | Leeds United      | 2:3     | Portsmouth                                     | Elland Road, Leeds              |                                 |
|                       | - Bowyer 52', 92' | Reporte | - 11' McLoughlin - 11' Svensson - 11' Bradbury | Asistencia: 35.604 espectadores | Asistencia: 35.604 espectadores |

| 15 de febrero de 1997 | Birmingham City | 1:3     | Wrexham                                 | St Andrew's Stadium, Birmingham |  |
|                       | - Bruce 37'     | Reporte | - 51' Hughes - 61' Humes - 90' Connolly |                                 |  |

### Replay
| 26 de febrero de 1997 | Chelsea       | 1:0     | Leicester City | Stamford Bridge, Londres        |                                 |
|                       | - Leboeuf 11' | Reporte |                | Asistencia: 26.053 espectadores | Asistencia: 26.053 espectadores |

## Cuartos de final
Los cuartos de final se jugaron el 8 y 9 de marzo.
En una llave particular en esta etapa, se enfrentaron dos equipos de la tercera división de ese entonces el Chesterfield derrotó por 1-0 al Wrexham.
| 9 de marzo de 1997 | Chesterfield   | 1:0     | Wrexham | Saltergate, Chesterfield       |                                |
|                    | - Beaumont 58' | Reporte |         | Asistencia: 8.735 espectadores | Asistencia: 8.735 espectadores |

| 9 de marzo de 1997 | Portsmouth   | 1:4     | Chelsea                                 | Fratton Park, Portsmouth        |                                 |
|                    | - Burton 82' | Reporte | - 25' Hughes - 43', 86' Wise - 56' Zola | Asistencia: 15.701 espectadores | Asistencia: 15.701 espectadores |

| 9 de marzo de 1997 | Sheffield Wednesday | 0:2     | Wimbledon                      | Hillsborough, Sheffield          |                                  |
|                    |                     | Reporte | - 74' Earle - 90+1' Holdsworth | Asistencia: 100.000 espectadores | Asistencia: 100.000 espectadores |

| 8 de marzo de 1997 | Derby County | 0:2     | Middlesbrough                          | Baseball Ground, Derby          |                                 |
|                    |              | Reporte | - 39' Juninho Paulista - 90' Ravanelli | Asistencia: 17.567 espectadores | Asistencia: 17.567 espectadores |

## Semifinales
El Wimbledon, quienes hace nueve años no jugaban una semifinal de FA Cup, fue derrotado por el Chelsea. Esto pasó solo semanas después de la derrota del Wimbledon en las semifinales de la Copa de la Liga.
Por otra parte, el Middlesbrough, alcanzó la final de la FA Cup por primera vez en su historia, cuando el 22 de abril derrotó al Chesterfield por 3-0 en el replay.
| 13 de abril de 1997 | Wimbledon | 0:3     | Chelsea                      | Arsenal Stadium, Londres        |                                 |
|                     |           | Reporte | - 43', 90' Hughes - 64' Zola | Asistencia: 32.674 espectadores | Asistencia: 32.674 espectadores |

| 13 de abril de 1997 | Middlesbrough                              | 3:3     | Chesterfield                           | Old Trafford, Mánchester        |                                 |
|                     | - Ravanelli 64' - Hignett 70' - Festa 100' | Reporte | - 54' Hewitt - 60' Dyche - 119' Morris | Asistencia: 49.640 espectadores | Asistencia: 49.640 espectadores |

### Replay
| 22 de abril de 1997 | Middlesbrough                            | 3:0     | Chesterfield | Hillsborough, Sheffield         |                                 |
|                     | - Beck 12' - Ravanelli 57' - Emerson 89' | Reporte |              | Asistencia: 30.339 espectadores | Asistencia: 30.339 espectadores |

## Final
La final de la edición 1996-97 de la FA Cup fue el 17 de mayo de 1997 en el Estadio de Wembley. Chelsea derrotó por 2-0 al Middlesbrough con goles de Roberto Di Matteo a los 43 segundos de partido, el gol más rápido en la historia de las finales de FA Cup, superando el anterior récord de Jackie Milburn en la edición de 1954-55 a los 45 segundos, aunque esta marca fue superada en la final de 2009 por Louis Saha (27.9 segundos) del Everton; y el gol de Eddie Newton al minuto 83.
El Chelsea ganó su segunda FA Cup luego de 27 años a manos del entrenador neerlandés Ruud Gullit, quien también esa temporada dejó al club en su mejor lugar en la clasificación de la Primera división en diez años, y es uno de los registros del renacer del club de la capital.
Por el otro lado, el Middlesbrough perdió su segunda final de copa esa temporada, tampoco pudo por la Copa de la Liga, además ese años descendió a la segunda división.
| 30    | POR   | Frode Grodås      |     |
| 2     | DEF   | Dan Petrescu      |     |
| 6     | DEF   | Steve Clarke      |     |
| 5     | DEF   | Frank Leboeuf     |     |
| 20    | DEF   | Frank Sinclair    |     |
| 17    | DEF   | Scott Minto       |     |
| 11    | MED   | Dennis Wise       |     |
| 16    | MED   | Roberto Di Matteo |     |
| 24    | MED   | Eddie Newton      |     |
| 10    | DEL   | Mark Hughes       |     |
| 25    | DEL   | Gianfranco Zola   | 89' |
| D. T. | D. T. | Ruud Gullit       |     |

| 25    | POR   | Ben Roberts        |     |
| 14    | DEF   | Curtis Fleming     |     |
| 5     | DEF   | Nigel Pearson      |     |
| 18    | DEF   | Gianluca Festa     |     |
| 17    | DEF   | Clayton Blackmore  |     |
| 10    | MED   | Juninho Paulista   |     |
| 8     | MED   | Robbie Mustoe      | 29' |
| 6     | MED   | Emerson            |     |
| 20    | MED   | Phil Stamp         |     |
| 11    | DEL   | Fabrizio Ravanelli | 24' |
| 21    | DEL   | Craig Hignett      | 74' |
| D. T. | D. T. | Bryan Robson       |     |

| 9 | DEL | Gianluca Vialli | 89' |

| 24 | DEL | Mikkel Beck     | 24' |
| 29 | DEF | Steve Vickers   | 29' |
| 74 | DEF | Vladimír Kinder | 74' |

| 1' · 83' | Roberto Di Matteo Eddie Newton | 1:0 2:0 |

| Amonestado · Amonestado · Amonestado | Frank Leboeuf Roberto Di Matteo Eddie Newton |

| Amonestado | Gianluca Festa |

| Principal | Stephen Lodge |

| Alineación inicial |

| 30    | POR   | Frode Grodås      |     |
| 2     | DEF   | Dan Petrescu      |     |
| 6     | DEF   | Steve Clarke      |     |
| 5     | DEF   | Frank Leboeuf     |     |
| 20    | DEF   | Frank Sinclair    |     |
| 17    | DEF   | Scott Minto       |     |
| 11    | MED   | Dennis Wise       |     |
| 16    | MED   | Roberto Di Matteo |     |
| 24    | MED   | Eddie Newton      |     |
| 10    | DEL   | Mark Hughes       |     |
| 25    | DEL   | Gianfranco Zola   | 89' |
| D. T. | D. T. | Ruud Gullit       |     |

| 25    | POR   | Ben Roberts        |     |
| 14    | DEF   | Curtis Fleming     |     |
| 5     | DEF   | Nigel Pearson      |     |
| 18    | DEF   | Gianluca Festa     |     |
| 17    | DEF   | Clayton Blackmore  |     |
| 10    | MED   | Juninho Paulista   |     |
| 8     | MED   | Robbie Mustoe      | 29' |
| 6     | MED   | Emerson            |     |
| 20    | MED   | Phil Stamp         |     |
| 11    | DEL   | Fabrizio Ravanelli | 24' |
| 21    | DEL   | Craig Hignett      | 74' |
| D. T. | D. T. | Bryan Robson       |     |

| 9 | DEL | Gianluca Vialli | 89' |

| 24 | DEL | Mikkel Beck     | 24' |
| 29 | DEF | Steve Vickers   | 29' |
| 74 | DEF | Vladimír Kinder | 74' |

| 1' · 83' | Roberto Di Matteo Eddie Newton | 1:0 2:0 |

| Amonestado · Amonestado · Amonestado | Frank Leboeuf Roberto Di Matteo Eddie Newton |

| Amonestado | Gianluca Festa |

| Principal | Stephen Lodge |

| Alineación inicial |

| 30    | POR   | Frode Grodås      |     |
| 2     | DEF   | Dan Petrescu      |     |
| 6     | DEF   | Steve Clarke      |     |
| 5     | DEF   | Frank Leboeuf     |     |
| 20    | DEF   | Frank Sinclair    |     |
| 17    | DEF   | Scott Minto       |     |
| 11    | MED   | Dennis Wise       |     |
| 16    | MED   | Roberto Di Matteo |     |
| 24    | MED   | Eddie Newton      |     |
| 10    | DEL   | Mark Hughes       |     |
| 25    | DEL   | Gianfranco Zola   | 89' |
| D. T. | D. T. | Ruud Gullit       |     |

| 25    | POR   | Ben Roberts        |     |
| 14    | DEF   | Curtis Fleming     |     |
| 5     | DEF   | Nigel Pearson      |     |
| 18    | DEF   | Gianluca Festa     |     |
| 17    | DEF   | Clayton Blackmore  |     |
| 10    | MED   | Juninho Paulista   |     |
| 8     | MED   | Robbie Mustoe      | 29' |
| 6     | MED   | Emerson            |     |
| 20    | MED   | Phil Stamp         |     |
| 11    | DEL   | Fabrizio Ravanelli | 24' |
| 21    | DEL   | Craig Hignett      | 74' |
| D. T. | D. T. | Bryan Robson       |     |

| 9 | DEL | Gianluca Vialli | 89' |

| 24 | DEL | Mikkel Beck     | 24' |
| 29 | DEF | Steve Vickers   | 29' |
| 74 | DEF | Vladimír Kinder | 74' |

| 1' · 83' | Roberto Di Matteo Eddie Newton | 1:0 2:0 |

| Amonestado · Amonestado · Amonestado | Frank Leboeuf Roberto Di Matteo Eddie Newton |

| Amonestado | Gianluca Festa |

| Principal | Stephen Lodge |

| Alineación inicial |

| 30    | POR   | Frode Grodås      |     |
| 2     | DEF   | Dan Petrescu      |     |
| 6     | DEF   | Steve Clarke      |     |
| 5     | DEF   | Frank Leboeuf     |     |
| 20    | DEF   | Frank Sinclair    |     |
| 17    | DEF   | Scott Minto       |     |
| 11    | MED   | Dennis Wise       |     |
| 16    | MED   | Roberto Di Matteo |     |
| 24    | MED   | Eddie Newton      |     |
| 10    | DEL   | Mark Hughes       |     |
| 25    | DEL   | Gianfranco Zola   | 89' |
| D. T. | D. T. | Ruud Gullit       |     |

| 25    | POR   | Ben Roberts        |     |
| 14    | DEF   | Curtis Fleming     |     |
| 5     | DEF   | Nigel Pearson      |     |
| 18    | DEF   | Gianluca Festa     |     |
| 17    | DEF   | Clayton Blackmore  |     |
| 10    | MED   | Juninho Paulista   |     |
| 8     | MED   | Robbie Mustoe      | 29' |
| 6     | MED   | Emerson            |     |
| 20    | MED   | Phil Stamp         |     |
| 11    | DEL   | Fabrizio Ravanelli | 24' |
| 21    | DEL   | Craig Hignett      | 74' |
| D. T. | D. T. | Bryan Robson       |     |

| 9 | DEL | Gianluca Vialli | 89' |

| 24 | DEL | Mikkel Beck     | 24' |
| 29 | DEF | Steve Vickers   | 29' |
| 74 | DEF | Vladimír Kinder | 74' |

| 1' · 83' | Roberto Di Matteo Eddie Newton | 1:0 2:0 |

| Amonestado · Amonestado · Amonestado | Frank Leboeuf Roberto Di Matteo Eddie Newton |

| Amonestado | Gianluca Festa |

| Principal | Stephen Lodge |

| Alineación inicial |

|                       |
| Campeón               |
| Bandera de Inglaterra |
| Chelsea               |
| 2.º título            |